# 後宮俊夫
後宮 俊夫（うしろく としお、1922年4月12日 - 2018年12月23日）は、日本の海軍軍人、牧師（日本基督教団）。最終階級は海軍大尉。海軍兵学校70期。陸軍大将の後宮淳は叔父、榎本保郎は義兄に当たる。

## 略歴
1922年（大正11年）、陸軍軍人（陸軍中佐）であった後宮太朗の長男として和歌山県和歌山市に生まれる。神戸第一中学校4年の時、海軍兵学校に入学し、1941年、70期としてこれを卒業。卒業後には連合艦隊勤務となり士官として戦艦「霧島」に乗務、1942年にはソロモン海戦で負傷している。その後、戦艦「山城」、駆逐艦「霜月」に続けて乗務するも、1944年9月からは結核のため療養となりそのまま終戦を迎えた。終戦時の階級は海軍大尉。
終戦後は伊勢で真珠養殖の事業に携わっていたが、キリスト者であった母の誘いにより、1950年頃から榎本保郎牧師の世光教会に集うようになる。戦後軍人から工員になった父親が自殺したことにより借家を出て教会で榎本家と同居する。榎本の感化によってキリスト教に心打たれ、後にW.Q.マックナイト宣教師から洗礼を受ける。洗礼を受けた後は、榎本の保育園や教会を手助けした。
時の政府は後宮に海上自衛隊への入隊を乞うたというが、後宮はこれを断り、大住（現・京田辺市）で農村開拓伝道に携わることとした。ちょうどこの時期に榎本保郎の妹の松代と結婚する。1960年には日本基督教団の補教師試験に合格。日本基督教団の牧師として大住世光教会で、後には榎本の後任として世光教会で牧師として働いている。
1978年から1988年までは日本基督教団総会議長を務めた。在任中の1984年、後宮はホーリネス弾圧事件について、当時の教団当局の対応の誤りを認め、関係者と家族を教団総会に招き、日本基督教団を代表してホーリネスの関係者に謝罪している。
その後、社会福祉法人近江ちいろば会理事や学校法人敬和学園理事長などを歴任。最晩年には甲西伝道所牧師を務めた。
2018年（平成30年）、老衰のため96歳で逝去。

## 著作
- 『み手のうちに - 激動の時代を生き抜いた八十年』日本キリスト教団出版局、2002年。

## 親族
- 後宮敬爾（霊南坂教会9代目牧師、息子）
- 後宮嗣（世光教会伝道師、実業家、孫）
- 後宮淳（陸軍大将、父の従兄弟）
- 後宮信太朗（日本統治時代の台湾で活躍した日本の実業家、親戚）
- 榎本保朗（牧師、義兄）
- 榎本栄次（牧師、義弟）
- 榎本てる子（牧師、実践神学者、義姪）
- 中道基夫（牧師、神学者、関西学院第18代院長、義甥）